# Boundary Park
Der Boundary Park ist ein Fußballstadion in der englischen Stadt Oldham in Greater Manchester, Vereinigtes Königreich. Seit 1904 ist es die Spielstätte des Fußballclubs Oldham Athletic. Neben den Latics nutzte der örtliche Rugbyclub Oldham Roughyeds die Anlage von 1997 bis 2001 und von 2003 bis 2009. Danach entschied man sich dazu, die Spielstätte nicht mehr mit der Rugbymannschaft zu teilen. Seit 2010 sind die Roughyeds im Whitebank Stadium von Oldham beheimatet. Der Boundary Park trägt den Spitznamen Ice Station Zebra. Dieser Name ist darauf zurückzuführen, dass die Anlage eines der kältesten und höchstgelegenen (155 Meter über dem Meeresspiegel) Stadien der English Football League ist.

## Geschichte
Die Geschichte des Boundary Park geht bis in das Jahr 1896 zurück. Für den ersten professionellen Fußballverein der Stadt namens FC Oldham County wurde der Athletic Ground gebaut. Drei Jahre später ging der Verein in Konkurs. Der FC Pine Villa übernahm das Stadion und benannte sich in Oldham Athletic um. Nach einem Jahr verließ der Verein wegen Problemen mit dem Besitzer die Spielstätte wieder und zog wenige hundert Meter entfernt in das Hudson Ford Field ein. Nachdem das Zuschauerinteresse stieg; kehrte man 1904 in den Athletic Ground zurück.
Damals besaß das Stadion mit dem Main Stand und dem Broadway Stand zwei Tribünen. Die Haupttribüne wurde 1906 ersetzt und 1907 wurde der Broadway Stand erneuert, nachdem der Verein in die Football League aufgenommen wurde. Nach nur sieben Jahren erhielt das Stadion eine neue Haupttribüne; die in ihrer Grundstruktur bis heute besteht. Sie wurde mit der Zeit renoviert, erweitert und bietet heute 2.455 Sitzplätze. Im Jahr 1928 errichtete man hinter dem Tor im Westen das Chadderton Road End.
Der alte Broadway Stand wurde 1971 durch einen modernen Neubau ersetzt. 1986 erhielt das Spielfeld einen Kunstrasen, der bis zum Saisonende 1990/91 im Stadion blieb und das Gelände wurde zum Gemeinde-Sportzentrum. Im Jahr 1991 wurde der Chadderton Road End renoviert, überdacht und mit Sitzplätzen ausgestattet. Ein Jahr später entstand der Rochdale Road Stand im Osten des Stadions. Nach dem Taylor Report wurden in der Saison 1994/95 auch auf dem Broadway Stand Sitzplätze installiert. Im Mai 2008 kam das Ende für den Broadway Stand. Die Zuschauerrang wurde abgerissen und sollte durch eine neue Haupttribüne ersetzt werden. Heute bietet das Stadion 13.513 Sitzplätze auf den drei Tribünen. Die Gästefans sind auf dem Rochdale Road Stand beheimatet.
Anfang Juli 2014 erhielt der Boundary Park den Sponsornamen SportsDirect.com Park. Der Vertrag mit dem Sportartikel-Versandhändler hat eine Laufzeit von fünf Jahren. Darüber hinaus fungierte das Unternehmen als Trikotsponsor der Oldham Athletic. Im März 2018 erhielt die Spielstätte ihren langjährigen Namen zurück.
Im März 2023 kaufte Oldham Athletic, mit Hilfe den neuen Clubbesitzern, der Familie Rothwell, das Stadion zurück. Die Vereinbarung umfasst das Stadion, die Parkplätze, das Trainingsgelände „Little Wembley“ und weiteres Land um die Spielstätte. Schon im August 2022 wurde ein Übereinkunft getroffen, um das Eigentum am Boundary Park zu sichern. Der Club wollte den Rückkauf vor Weihnachten abschließen. Im März 2023 gab Oldham in einer Mitteilung bekannt, dass der Kauf abgeschlossen ist. Der Boundary Park gehörte dem vorherigen Clubbesitzer Simon Blitz. Ab 2024 werden die Oldham Roughyeds im Boundary Park wieder ihre Heimspiele austragen. Ein Teil des Vorhabens sieht die Investition des Oldham Council von einer Million Pfund Sterling in das Spielfeld vor.

### Besucherrekord
Die höchste Besucherzahl kam am 25. Januar 1930 in den Boundary Park. Das FA-Cup-Spiel der 5. Runde zwischen den Oldham Athletic und Sheffield Wednesday sahen 47.671 Zuschauer. Nach der Umwandlung zum Sitzplatzstadion ist die meistbesuchte Begegnung das FA-Cup-Spiel der 3. Runde gegen Manchester City. Auf den Tribünen verteilten sich am 8. Januar 2005 insgesamt 13.171 Zuschauer.

## Zukunft
Schon Ende der 1990er hatte der Verein den Plan auf einem freien, angrenzenden Grundstück ein neues Stadion zu bauen. Dieses Vorhaben scheiterte aber. Im Jahr 2006 stellte der Verein Pläne für den Umbau des Boundary Park in ein modernes Stadion mit 16.000 Sitzplätzen vor. Das Projekt lief unter dem Namen Oldham Arena. Die Baumaßnahmen umfassten u. a. ein 4-Sterne-Hotel mit 130 Betten, Konferenzräumen für 1.000 Besucher, ein Fitness-Center mit Schwimmbad und es sollte mit etwa 80 Mio. £ zu Buche schlagen.
Am 14. November 2007 erhielt der Verein die Baugenehmigung zur Errichtung des neuen Broadway Stand, als erster Teil der neuen Arena. Der Stadtrat von Oldham lehnte aber weitere Arbeiten am Stadion ab. In einer weiteren Stadtratssitzung am 12. Dezember 2007 wurde diese Entscheidung gekippt und den Baumaßnahmen wieder stattgegeben. Der Abriss des Broadway Stand begann am 8. Mai 2008 und konnte vor Beginn der Saison 2008/09 abgeschlossen werden. Der Bau der Haupttribüne sollte im Dezember 2008 starten und rund 16 Monate in Anspruch nehmen. Durch die Finanzkrise geriet das Bauprojekt ins Stocken. Der damalige Vereinsvorsitzende Simon Blitz erklärte in einem Interview, das es schwierig sei einen Kredit für den neuen Broadway Stand oder gar für den gesamten Bau zu bekommen. Der Umsatz des Vereins war um 20 % gesunken.
Im Sommer 2009 stellten der Verein und die Stadt Oldham neue Pläne für einen Stadionbau vor. Dafür werde der Verein den alten Boundary Park verlassen und in das rund fünf Kilometer entfernte Failsworth umziehen. Das Stadion soll eine Kapazität von 12.000 Sitzplätzen haben und mit 20 Mio. £ deutlich günstiger als der vorherige Entwurf sein. Auf dem Grundstück des alten Stadions sollen Wohnhäuser errichtet werden, um Wohnungen für Angestellte des in der Nähe liegenden Krankenhauses Royal Oldham Hospital zu schaffen. Einige Fans von Oldham Athletic haben aber Bedenken wegen des Stadionstandortes, da er nur wenige Kilometer von den Vereinen Manchester United und Manchester City und deren Stadien entfernt sind sowie von Anwohnern des Grundstückes. Im März 2010 kam Oldham Athletic dem neuen Stadion wieder ein Stück näher, denn der Stadtrat von Oldham gab seine Unterstützung für die Stadionpläne in Failsworth bekannt.
Im Februar 2011 kam das Aus für die Neubaupläne. Die Charity Commission entschied, dass das Stadion nicht auf dem vorgesehenen Grundstück errichtet werden dürfe. Da Investoren sich zurückzogen und der Verein rund 5 Mio. Pfund in das Projekt investiert hatte, stand Oldham Athletic kurz vor dem Bankrott. Das Oldham Council bot dem Verein im Juli 2011 die Summe von 5,7 Mio. Pfund zur Renovierung des rund 110 Jahre alten Stadionbaus, insbesondere für den Neubau des Broadway Stand an der Nordseite. Damit wollte man den Verein mit seinem Stadion in der Stadt halten und einen Umzug verhindern.
Nach Planungen stellte Oldham Athletic Mitte Februar 2013 den Bauantrag für den neuen Broadway Stand. Den Plänen nach soll der neue Rang ca. 2.500 Plätze besitzen. Hinzu kommen Konferenzräume mit bis zu 500 Plätzen, Büroräume, ein Fitnessstudio und Räume zur Gesundheitspflege, eine Fan-Bar und ein Café. Wenn es nach dem Zeitplan geht, soll der Neubau bis zum Saisonstart 2014/15 nutzbar sein. Im Mai 2013 begannen die Vorarbeiten für die Tribünen-Errichtung. Es mussten die Überreste des alten Broadway Stand wie die Betonstufen der Stehplätze und Fundamente entfernt und der Baugrund vorbereitet werden. Ab Frühjahr 2014 lief die Errichtung. 2015 wurde der Rang eingeweiht und erhielt den Namen des ehemaligen Spielers und Trainers Joe Royle, der von 1982 bis 1994 Oldham trainierte.

## Galerie

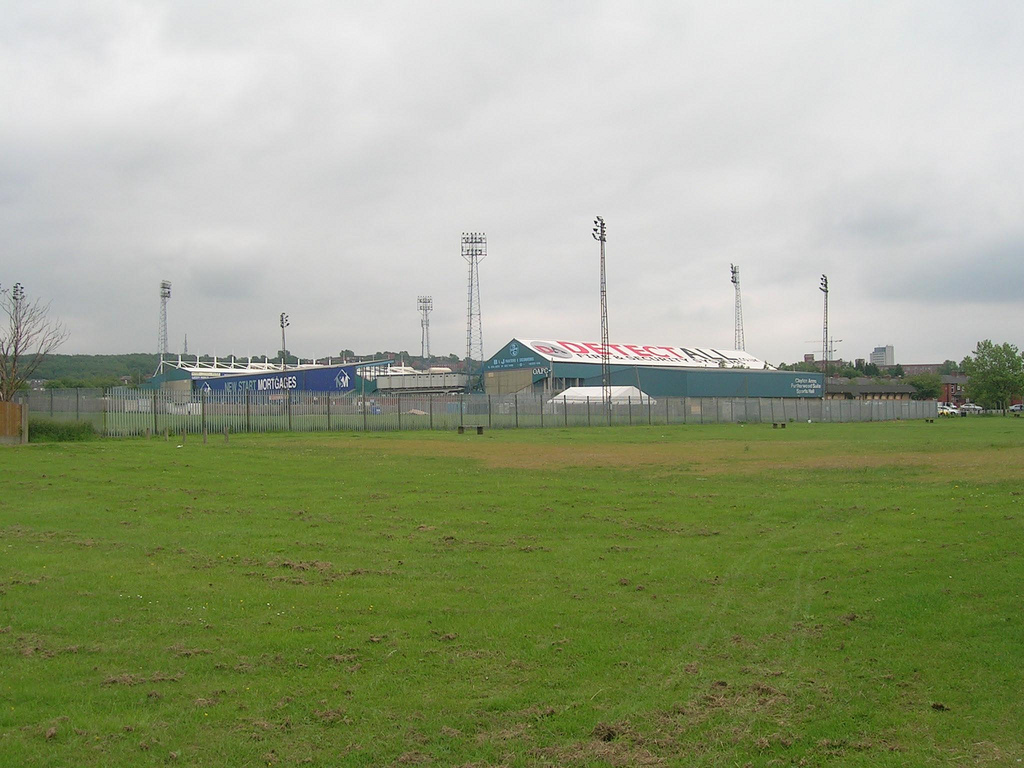
Der Boundary Park vom Westen aus gesehen
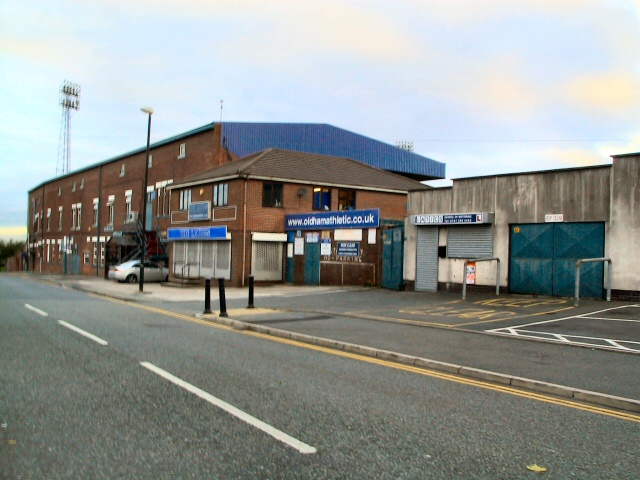
Das Stadion von der Sheepfoot Lane

## Tribünen
- George Hill Main Stand – Süd, Haupttribüne, 2.455 Plätze, überdacht
- Jimmy Frizzell Stand (Rochdale Road Stand) – Ost, Hintertortribüne, 3.754 Plätze, überdacht
- Zen Office Stand (Chadderton Road Stand) – West, Hintertortribüne, 4.609 Plätze, überdacht
- Joe Royle Stand – Nord, Gegentribüne, 2.340 Plätze, überdacht